# گروه آرتمیس
گروه آرتمیس (فرانسوی: Groupe Artémis‎) شرکت هلدینگ فرانسوی است، که در زمینه فناوری، توریسم، کالاهای لوکس، شراب‌سازی، انتشارات، صنایع غذایی، صنعت مد و هنر فعالیت می‌کند. گروه آرتمیس در سال ۱۹۹۲ توسط فرانسوا پینو تأسیس شد و هم‌اکنون دارای سهام در شرکت‌های کرینگ، پوما اس‌ای، کریستیز و لو پوان، همچنین در باشگاه فوتبال رن می‌باشد. هم‌اکنون خانواده پینو مالکیت این گروه را در اختیار دارد.